# Burmesische Badmintonmeisterschaft 1965
Die Burmesische Badmintonmeisterschaft 1965 fand in Rangun statt. Es war die 17. Auflage der nationalen Titelkämpfe von Myanmar (Burma) im Badminton.

## Titelträger
| Disziplin    | Sieger                          |
| ------------ | ------------------------------- |
| Herreneinzel | Aung Tun                        |
| Dameneinzel  | Myint Myint Khin                |
| Herrendoppel | Khin Maung Lay Han Shein        |
| Damendoppel  | Myint Myint Khin Ma Mya Thein   |
| Mixed        | Khin Maung Lay Myint Myint Khin |